# Georgeta Stoleriu
Georgeta Stoleriu (n. 19 ianuarie 1946, București) este o soprană română, profesoară de canto, membră în jurii la diferite concursuri internaționale, laurată cu numeroase premii și medalii, în țară și în străinătate.
La vârsta de cinci ani, Georgeta Stoleriu a fost remarcată de către Viorel Cosma. Ulterior, baritonul Petre Ștefănescu Goangă a recomandat-o profesoarei Iolanda Mărculescu.
Georgeta Stoleriu a absolvit Conservatorul din București în 1970, după care a urmat cursuri de specializare la Hochschule für Musik „Franz Liszt” din Weimar, cu Lore Fischer.

## Carieră
Stoleriu a susținut numeroase concerte atât în țară, cât și în străinătate. A cântat, ca solistă, la Radio România și cu Orchestra Națională a Radioului, cu 3500 de minute de antenă. Ea a fost solistă „Musica Rediviva” timp de 20 de ani. La nivel internațional, a făcut turnee și a cântat în festivaluri din Austria, Bulgaria, Republica Cehă, Franța, Germania, Ungaria, Italia, Moldova, Maroc, Olanda, Polonia, Portugalia, Slovacia, Spania, Suedia, Elveția, Statele Unite și Iugoslavia.Stoleriu a cântat timp de patru decenii și a lucrat ca jurat în competiții internaționale, inclusiv în locuri precum Concursul Internațional de Canto „Primăvara de la Praga din 1986”, Concursul Internațional George Enescu din 2003 de la București și Concursul Internațional de Vocal din 2007 de la Malmö, Suedia. .
A început să predea la începutul anilor 1980 la Liceul Dinu Lipatti, iar mai târziu a devenit profesor asociat de voce la Universitatea Națională de Muzică București. Ea a predat cursuri de master în Republica Cehă, România și Statele Unite; a predat la Academia Lituaniană de Muzică și Teatru din Vilnius în 2004; și a condus un studio pentru studiul muzicii timpurii pentru mulți ani. Studenții ei au câștigat peste 50 de premii internaționale pentru voce. 
În 1995, ca un omagiu adus fostului ei profesor și mentor, Stoleriu a înființat Bursa Yolanda Mărculescu (500 de euro), pentru a premia un student remarcabil de la Universitatea Națională de Muzică București, dar niciodată propriii studenți. De-a lungul timpului, unii dintre studenții săi au contribuit la tradiția burselor de acest gen.

## Filmografie
- În fiecare zi mi-e dor de tine (1988)